# Il filo del rasoio (Somerset Maugham)
Il filo del rasoio (The Razor's Edge) è un romanzo dello scrittore inglese Somerset Maugham pubblicato nel 1944.

## Trama
Maugham racconta, in questo romanzo considerato fra i suoi capolavori, la storia di una serie di personaggi americani di Chicago e delle sue relazioni con questi.
L'io narrante è Maugham stesso che, anche nel romanzo, si descrive quale scrittore. I personaggi appartengono alla ricca borghesia americana. Di fatto è un resoconto di vicende autobiografiche che lo hanno visto co-protagonista. Però con la premura di assegnare altre identità ai personaggi che compongono la narrazione (tant'è che ad un tratto, quasi sul finale, afferma di aver dimenticato il nome assegnato a suo tempo ad uno di essi). 
Fra questi, vi è Isabel, giovane donna, fidanzata con Larry, un ventenne che è appena tornato dalla prima guerra mondiale, dove ha avuto una traumatica esperienza come pilota di aerei (un suo compagno d'armi lo ha salvato, sacrificando la sua vita). Lo zio di Isabel, Elliot è un ricco finanziere, con svariati interessi artistici e una vita raminga fra America e Europa. In effetti, gli States fanno solo da "sfondo sociale" all'intreccio.
La maggior parte dell'azione si svolge in Francia e in Inghilterra. Gran parte del racconto si incentra sulla figura di Larry, che poi è il vero "motore" dell'interesse di Maugham e lo scopo stesso del romanzo.
Larry potrebbe avere un futuro radioso nella finanza ed è ciò che Isabel vorrebbe. Ma il giovane non si decide. Sente di amare Isabel ma non è pronto ad introdursi nella vita lavorativa e professionale. Tutti deprecano tale riluttanza e soltanto Maugham sembra comprendere, fin dall'inizio, cosa spinga Larry a tale inazione. È proprio Larry a fornire significato e sfondo alla storia. Nella ricca società alto-borghese americana, intrisa di gusti europei, tutti si chiedono: "Ma come mai un giovane così fortunato, con un lavoro negli affari di Borsa già ben avviato e una bella promessa sposa, decide di non decidere?".
Lo scontro fra inazione e società borghese è già ben strutturato. Isabel non comprende Larry, ma lo ama follemente ed è disposta ad aspettarlo.
La storia si sposta in Europa, dove si conclude. Maugham perde di vista Larry, ma lo ritrova in alcuni frangenti. Il giovane si è trasferito a Parigi, dove frequenta artisti e scrittori, ma poi decide di partire per la Germania e fare il minatore. Nel frattempo rompe il fidanzamento con Isabel, la quale sposa successivamente Gray, un vecchio amico di Larry e spasimante della giovane donna.
Gray incarna l'icona sociale che tutti vorrebbero vedere in Larry. Eredita l'agenzia di Borsa del padre, dove Larry avrebbe dovuto impiegarsi e guadagna un sacco di soldi, fino alla catastrofe finanziaria dell'ottobre del 1929, con la grande crisi che gli provoca un doloroso fallimento e la perdita di tutti i suoi averi.
Altro personaggio centrale è lo zio di Isabel, Elliot. Amico di Maugham, Elliot è il perfetto "flâneur" baudeleriano, ma in senso socialmente futile. La sua vita è dedicata alla ricerca di preziosità artistiche, con le quali arredare le sue ricche dimore e la frequentazione dei salotti mondani. Maugham ne fornisce una descrizione accurata e impietosa.
L'obiettivo si sposta ancora verso Larry. Siamo quasi alla fine della vicenda e scopriamo che il giovane, come Maugham aveva sempre compreso fin dall'inizio, era alla ricerca dell'Assoluto. Va a vivere in India, dove incontra la persona che cercava, un sapiente indù grazie al quale il giovane trova finalmente la pace e l'equilibrio interiori. Finita la ricerca, Larry torna in Europa e cerca di sposare Sophie, un'americana dedita all'alcol e alla promiscuità sessuale.
Isabel, ancora profondamente innamorata di Larry, si oppone in tutti i modi a quel matrimonio ed alla fine riesce a impedirlo. Infine Sophie sarà trovata morta accoltellata nel sud della Francia.
Tutte le tessere del mosaico tornano a posto. Larry torna in America e, avendo trovato oramai il suo equilibrio spirituale, finisce per fare il semplice meccanico di officina. Anche Isabel, Gray e le loro figlie tornano in America e, con la cospicua eredità lasciatagli dallo zio Elliot, Gray tornerà a lavorare in un ricco settore di affari.
È lo stesso Maugham, alla fine, ad ammettere che la sua è semplicemente una "storia a lieto fine" ed aggiunge: "E a dispetto dei brontolii altezzosi degli intellettuali, noi pubblico amiamo tutti, in cuor nostro, le storie rosee. Sicché il mio finale, in fondo in fondo, non è poi così insoddisfacente".

## Poetica e stile
Maugham è bravissimo nel fornire levità ad una storia che può sembrare semplicemente "rosa". Il suo stile è intimo, efficace, riflettente. Alcune sue descrizioni sono folgoranti, come quella efficacissima che, per disegnare una situazione di silenzio fra due personaggi che fino a qualche istante prima dialogavano, paragona la scena a quella di un giardino pieno di fiori all'imbrunire (che, in effetti, riflette il silenzio prodigioso della natura in un piccolo spazio profumato).
Certo, il vero interesse del romanzo è nella convinzione di un inglese come Maugham, figlio di un diplomatico e quindi cresciuto nella cultura tardo-coloniale, che l'India possa scardinare le assurde e futili certezze sociali della borghesia capitalistica, impersonate da Elliot, descritto da Maugham con sincerità e compassione.
Larry trova in India quello che non avrebbe mai trovato in Europa o nella sua Chicago. Una civiltà agli antipodi, con scarse risorse materiali ma con l'equilibrio individuale raggiunto da secoli di meditazione e di contrapposizione alla spasmodica ricerca della sicurezza materiale che caratterizza l'Occidente.
Per certi versi, un "romanzo maledetto", frutto degli interessi etici e spirituali di Maugham.

## Edizioni
- William Somerset Maugham, Il filo del rasoio, traduzione di Maria Martone, collana Medusa 167 - I grandi narratori d'ogni paese, Mondadori, 1951,  p. 339.
- William Somerset Maugham, Il filo del rasoio, traduzione di Maria Martone, collana Oscar, Mondadori, 1988,  p. 339.
- William Somerset Maugham, Il filo del rasoio, traduzione di Franco Salvatorelli, collana Biblioteca Adelphi, Adelphi, 2005,  p. 396, ISBN 88-459-1968-4.
- William Somerset Maugham, Il filo del rasoio, traduzione di Franco Salvatorelli, collana Gli Adelphi, Adelphi, 2009,  p. 408, ISBN 88-459-2430-0.

## Adattamenti cinematografici
Il filo del rasoio (The Razor's Edge) è un film del 1946, diretto da Edmund Goulding e tratto dal romanzo omonimo scritto da William Somerset Maugham.
Protagonisti del film sono Tyrone Power, Gene Tierney, John Payne, Anne Baxter, Clifton Webb e Herbert Marshall nei panni dello stesso Maugham. Clifton Webb ed Anne Baxter furono candidati ai Premi Oscar 1947 rispettivamente come miglior attore non protagonista e miglior attrice non protagonista, ma solo la Baxter vinse il premio.
Nel 1984 è stato realizzato un secondo adattamento cinematografico omonimo, per la regia di John Byrum, con protagonisti Bill Murray, Theresa Russell, Catherine Hicks e Denholm Elliott.